# Intertoto-Cup 1971
Der 5. Intertoto-Cup wurde im Jahr 1971 ausgespielt. Das Turnier wurde mit 28 Mannschaften ausgerichtet.

## Gruppenphase

### Gruppe 1
| Pl. | Verein          | Sp. | S | U | N | Tore    | Diff. | Punkte |
| --- | --------------- | --- | - | - | - | ------- | ----- | ------ |
| 1.  | Hertha BSC      | 6   | 5 | 0 | 1 | 016:700 | +9    | 10:20  |
| 2.  | FC Zürich       | 6   | 4 | 1 | 1 | 013:800 | +5    | 09:30  |
| 3.  | Jednota Trenčín | 6   | 2 | 1 | 3 | 009:700 | +2    | 05:70  |
| 4.  | AB Kopenhagen   | 6   | 0 | 0 | 6 | 004:200 | −16   | 0:12   |

|                 | Deutschland Bundesrepublik | Schweiz | Tschechoslowakei | Danemark |
| --------------- | -------------------------- | ------- | ---------------- | -------- |
| Hertha BSC      |                            | 3:2     | 2:1              | 4:0      |
| FC Zürich       | 3:2                        |         | 1:0              | 2:1      |
| Jednota Trenčín | 0:2                        | 1:1     |                  | 4:0      |
| AB Kopenhagen   | 1:3                        | 1:4     | 1:3              |          |

### Gruppe 2
| Pl. | Verein              | Sp. | S | U | N | Tore    | Diff. | Punkte |
| --- | ------------------- | --- | - | - | - | ------- | ----- | ------ |
| 1.  | FKS Stal Mielec     | 6   | 6 | 0 | 0 | 015:300 | +12   | 12:0   |
| 2.  | 1. FC Tatran Prešov | 6   | 3 | 1 | 2 | 012:800 | +4    | 07:50  |
| 3.  | IF Elfsborg         | 6   | 2 | 0 | 4 | 010:110 | −1    | 04:80  |
| 4.  | Vejle BK            | 6   | 0 | 1 | 5 | 005:200 | −15   | 01:11  |

|                     | Polen 1944 | Tschechoslowakei | Schweden | Danemark |
| ------------------- | ---------- | ---------------- | -------- | -------- |
| FKS Stal Mielec     |            | 3:0              | 4:0      | 3:1      |
| 1. FC Tatran Prešov | 0:1        |                  | 3:0      | 5:1      |
| IF Elfsborg         | 0:1        | 2:3              |          | 4:0      |
| Vejle BK            | 2:3        | 1:1              | 0:4      |          |

### Gruppe 3
| Pl. | Verein                       | Sp. | S | U | N | Tore    | Diff. | Punkte |
| --- | ---------------------------- | --- | - | - | - | ------- | ----- | ------ |
| 1.  | FC Servette Genf             | 6   | 3 | 2 | 1 | 013:400 | +9    | 08:40  |
| 2.  | Górniczy KS Szombierki Bytom | 6   | 3 | 1 | 2 | 013:700 | +6    | 07:50  |
| 3.  | LASK Linz                    | 6   | 1 | 3 | 2 | 008:160 | −8    | 05:70  |
| 4.  | Boldklub 1903                | 6   | 1 | 2 | 3 | 004:110 | −7    | 04:80  |

|                              | Schweiz | Polen 1944 | Osterreich | Danemark |
| ---------------------------- | ------- | ---------- | ---------- | -------- |
| FC Servette Genf             |         | 2:0        | 7:0        | 0:1      |
| Górniczy KS Szombierki Bytom | 0:1     |            | 4:1        | 3:0      |
| LASK Linz                    | 2:2     | 2:2        |            | 0:0      |
| Boldklub 1903                | 1:1     | 1:4        | 1:3        |          |

### Gruppe 4
| Pl. | Verein               | Sp. | S | U | N | Tore    | Diff. | Punkte |
| --- | -------------------- | --- | - | - | - | ------- | ----- | ------ |
| 1.  | TJ TŽ Třinec         | 6   | 5 | 0 | 1 | 016:400 | +12   | 10:20  |
| 2.  | FK Austria Wien      | 6   | 3 | 0 | 3 | 014:120 | +2    | 06:60  |
| 3.  | Hvidovre IF          | 6   | 2 | 1 | 3 | 011:160 | −5    | 05:70  |
| 4.  | 1. FC Kaiserslautern | 6   | 1 | 1 | 4 | 008:170 | −9    | 03:90  |

|                      | Tschechoslowakei | Osterreich | Danemark | Deutschland Bundesrepublik |
| -------------------- | ---------------- | ---------- | -------- | -------------------------- |
| TJ TŽ Třinec         |                  | 1:0        | 7:0      | 3:0                        |
| FK Austria Wien      | 3:1              |            | 4:1      | 3:4                        |
| Hvidovre IF          | 0:1              | 4:2        |          | 4:0                        |
| 1. FC Kaiserslautern | 1:3              | 1:2        | 2:2      |                            |

### Gruppe 5
| Pl. | Verein              | Sp. | S | U | N | Tore    | Diff. | Punkte |
| --- | ------------------- | --- | - | - | - | ------- | ----- | ------ |
| 1.  | Åtvidabergs FF      | 6   | 4 | 1 | 1 | 015:700 | +8    | 09:30  |
| 2.  | ROW Rybnik          | 6   | 3 | 1 | 2 | 008:100 | −2    | 07:50  |
| 3.  | FC Wacker Innsbruck | 6   | 2 | 1 | 3 | 011:120 | −1    | 05:70  |
| 4.  | Borussia Dortmund   | 6   | 1 | 1 | 4 | 010:150 | −5    | 03:90  |

|                     | Schweden | Polen 1944 | Osterreich | Deutschland Bundesrepublik |
| ------------------- | -------- | ---------- | ---------- | -------------------------- |
| Åtvidabergs FF      |          | 4:1        | 3:1        | 5:2                        |
| ROW Rybnik          | 1:1      |            | 1:3        | 2:1                        |
| FC Wacker Innsbruck | 1:2      | 0:1        |            | 3:2                        |
| Borussia Dortmund   | 1:0      | 1:2        | 3:3        |                            |

### Gruppe 6
| Pl. | Verein                 | Sp. | S | U | N | Tore    | Diff. | Punkte |
| --- | ---------------------- | --- | - | - | - | ------- | ----- | ------ |
| 1.  | Eintracht Braunschweig | 6   | 5 | 0 | 1 | 010:200 | +8    | 10:20  |
| 2.  | Malmö FF               | 6   | 4 | 0 | 2 | 015:800 | +7    | 08:40  |
| 3.  | Zagłębie Wałbrzych     | 6   | 2 | 0 | 4 | 003:800 | −5    | 04:80  |
| 4.  | BSC Young Boys         | 6   | 1 | 0 | 5 | 008:180 | −10   | 02:10  |

|                        | Deutschland Bundesrepublik | Schweden | Polen 1944 | Schweiz |
| ---------------------- | -------------------------- | -------- | ---------- | ------- |
| Eintracht Braunschweig |                            | 0:1      | 1:0        | 2:0     |
| Malmö FF               | 0:1                        |          | 4:0        | 6:3     |
| Zagłębie Wałbrzych     | 0:1                        | 2:0      |            | 1:0     |
| BSC Young Boys         | 1:5                        | 2:4      | 2:0        |         |

### Gruppe 7
| Pl. | Verein                   | Sp. | S | U | N | Tore    | Diff. | Punkte |
| --- | ------------------------ | --- | - | - | - | ------- | ----- | ------ |
| 1.  | SV Austria Salzburg      | 6   | 5 | 1 | 0 | 016:300 | +13   | 11:10  |
| 2.  | Djurgårdens IF           | 6   | 3 | 1 | 2 | 008:800 | ±0    | 07:50  |
| 3.  | Internacionál Bratislava | 6   | 2 | 0 | 4 | 017:160 | +1    | 04:80  |
| 4.  | Grasshopper Club Zürich  | 6   | 1 | 0 | 5 | 007:210 | −14   | 02:10  |

|                          | Osterreich | Schweden | Tschechoslowakei | Schweiz |
| ------------------------ | ---------- | -------- | ---------------- | ------- |
| SV Austria Salzburg      |            | 1:1      | 2:0              | 3:0     |
| Djurgårdens IF           | 0:3        |          | 2:3              | 1:0     |
| Internacionál Bratislava | 1:4        | 1:2      |                  | 9:2     |
| Grasshopper Club Zürich  | 1:3        | 0:2      | 4:3              |         |

## Intertoto-Cup Sieger 1971
- Hertha BSC
- FKS Stal Mielec
- FC Servette Genf
- TJ TŽ Třinec
- Åtvidabergs FF
- Eintracht Braunschweig
- SV Austria Salzburg